# Florence Nightingale
Florence Nightingale, britanska humanistka in medicinska sestra, * 12. maj 1820, Firence (Italija), † 13. avgust 1910, London.
Najbolj znana je po svoji vlogi medicinske sestre v Krimski vojni med letoma 1854–1855, kjer so njena poročila seznanila svet z grozotami vojne.

## Življenje in delo
Rojena je bila v bogati družini, ime pa je dobila po angleškem imenu njenega rojstnega mesta (Florence). Že zgodaj se je odločila za poklic medicinske sestre, ki je bil v tistem času neugleden, kar je povzročilo jezo družine, še posebej matere. Leta 1844 je po škandalu v zvezi s smrtjo nekega reveža v Londonu postala glasnica reforme zdravstvenega sistema. V prihodnjih letih se je zavzemala za bolj socialno zdravstvo in bolj humane razmere v bolnišnicah.
V letu 1846 je obiskala Kaiserswerth v Nemčiji in tamkajšnjo bolnišnico, ki jo je ustanovil Theodor Fliedner in, ki je bila najsodobnejša bolnišnica v tistem času. Predanost tamkajšnjega osebja je Florence Nightingale navdušila in očarala hkrati. To navdušenje jo je tudi pripravilo do tega, da je zavrnila ženitno ponudbo angleškega politika in pesnika, Barona Richarda Moncktona Milnesa, saj je menila, da bi ji poroka preprečila opravljanje poklica medicinske sestre. Burna zveza z Milnesom je vodila v slabšanje njenega psihičnega stanja, kar je vodilo v živčni zlom, ki ga je doživela leta 1847.
Na okrevanju po živčnem zlomu v Rimu istega leta je spoznala uglednega britanskega politika Sidneya Herberta s katerim se je zapletla v ljubezensko razmerje, kljub dejstvu, da je bil Herbert poročen. Herbert je kasneje postal ključni zaveznik Florence pri njenem delu v krimski vojni, njuno prijateljstvo pa je trajalo do smrti.
V letu 1851 je Nightingalova še enkrat zavrnila ženitno ponudbo Milnesa in odšla na štirimesečno usposabljanje za medicinsko sestro v Kaiserswerth. 12. avgusta 1853 je sprejela mesto glavne nadzornice Inštituta za zdravljenje žensk v Londonu in to delo opravljala do oktobra 1854, ko je odšla na prizorišče krimske vojne.

### Krimska vojna
Najbolj odmevno obdobje v življenju Florence Nightingale je bila gotovo Krimska vojna. 21. oktobra 1854 je bila v Turčijo z ukazom Sidneya Herberta, ki je bil v tem času vojni sekretar, poslana delegacija 39 prostovoljk pod vodstvom Florence Nightingale. Delegacija je novembra prispela v Carigrad, kjer je našla obupne razmere. Oskrba z zdravili je bila slaba, higienske razmere pa obupne. Vse to se je odražalo v masovnih infekcijah, ki so terjale visok smrtni davek med ranjenci.
Prostovoljke so takoj začele s čiščenjem prostorov in reorganizacijo dela, vendar je smrtnost v tej bolnišnici še naprej naraščala. Največ smrtnih žrtev so zahtevale razne bolezni kot so tifus, kolera in druge. Nightingalova je predvidevala, da smrtnost narašča zaradi okuženega in starega sistema kanalizacije ter nezadostnega prezračevanja, zato je zahtevala obisk sanitarne inšpekcije, ki je marca 1855 bolnišnico res obiskala in odredila izpraznjenje in dezinfekcijo kanalizacijskega sistema in ureditev prezračevanja. Po teh ukrepih je smrtnost upadla.
V času, ki ga je Florence Nightingale preživela v Turčiji, je v Združeno kraljestvo redno pošiljala poročila o razmerah v zdravstvu in grozotah, ki jih preživljajo ranjenci v poljskih bolnišnicah. Njena poročila so razburila javnost in pripomogla k ozaveščanju ljudi o pomenu higiene v zdravstvu.
Za svoje delo na področju oskrbe ranjencev je dobila državno priznanje, v njenem imenu pa so ustanovili poseben sklad, imenovan Sklad Nightingale, v katerem so zbirali sredstva za usposabljanje medicinskih sester. Predsednik sklada je postal Sidney Herbert.

### Delo po krimski vojni
Po povratku iz Turčije se je Florence Nightingale posvetila dokazovanju visoke stopnje smrtnosti v povezavi s slabimi higienskimi razmerami in podhranjenostjo. Sodelovala je pri načrtovanju bolnišnic ter napisala priročnik za medicinske sestre, ki je postal osnovno gradivo v Šoli za medicinske sestre in babice, ki so jo 9. julija 1860 ustanovili v bolnišnici St. Thomas.
Leta 1869 je skupaj z Elizabeth Blackwell ustanovila Ženski medicinski kolidž v Londonu.
Leta 1883 ji je kraljica Viktorija podelila visoko priznanje Rdeči kraljevi križ (Royal Red Cross), leta 1907 je postala prva ženska prejemnica odlikovanja Order of Merit, leta 1908 pa je dobila še častno svobodo mesta London.
Umrla je 13. avgusta 1910 in je pokopana na pokopališču pri cerkvi Sv. Margarete, v East Wellowu v Londonu.